# Daniel (Utah)
Daniel – miasto w Stanach Zjednoczonych, w stanie Utah, w hrabstwie Wasatch.